# Petoetje

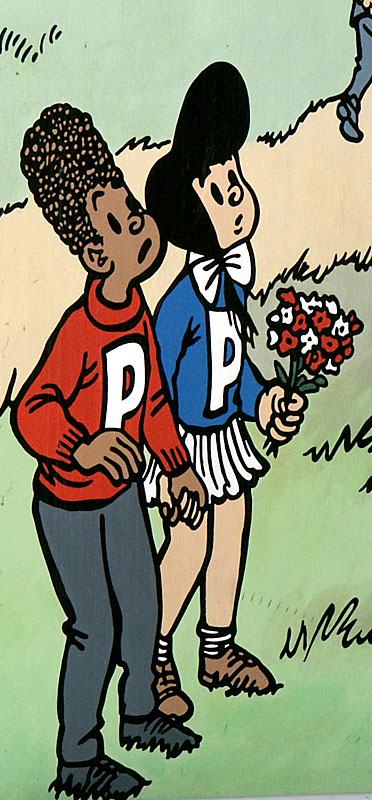
Petoetje en Petatje op een stripmuur in Brussel.

Petoetje Papoea is een stripfiguur die vanaf 1950 verscheen in de Vlaamse serie De avonturen van Nero & Co, getekend door Marc Sleen. Hij is de beste vriend van Petatje.

## Personage
Petoetje was in zijn vroegste jaren een uitvinder en studeerde aan de universiteiten van Oxford, Cambridge en Puyvelde. In De X-Bom (1955) blijkt hij zijn genie te hebben verkregen via het eten van witloof. Hij is zeer intelligent, een vernuftig uitvinder en hij kan daarom in zekere zin de voorloper van Adhemar worden genoemd. Opmerkelijk genoeg is het ook Petoetje die in De Zoon van Nero (1959) Adhemars genie ontdekt. In hetzelfde verhaal maken ze samen een boortoren en vinden ze petroleum. Petoetjes rol als genie en uitvinder wordt later door Adhemar overgenomen, al blijft hij een uitermate intelligent kind. Zo blijkt hij in De IJzeren Kolonel (1956-1957) vloeiend Russisch te kunnen, wint hij in De Granaatslikker (1957) een televisiequiz en blijkt hij in albums als De Hond van Pavlov (1996) en Het Achtste Wereldwonder (1996) in staat uit het blote hoofd hele encyclopedische verklaringen te geven over onderwerpen als Jan van Ruusbroec en de Zeven Wereldwonderen.
In De Ring van Petatje (1953) raakt Petoetje bevriend met Petatje en wordt ook zij door Madam Pheip geadopteerd. Zo worden de twee beste vrienden. Toch spelen ze meestal slechts bijrollen of verschijnen ze niet ten tonele omdat ze naar school moeten of in een pensionaat worden gestopt. In De Juweleneter (1963) komen ze hiertegen in opstand. Soms spijbelen ze en achtervolgen ze de volwassenen tijdens hun avonturen, zoals in De IJzeren Kolonel (1957) en Het Groene Vuur (1965). In de albums Patati Patata (1972), De P.P. Safari (1979-1980), De Bibberballon (1990), Het Achtste Wereldwonder (1996) spelen Petoetje en Petatje een grote rol.

### Uiterlijk
Petoetje heeft als Melanesiër een donkere huid, al is dat in de vroegere zwart-witalbums van Nero nog niet te zien. In deze oude strips is Petoetje nog wel afgebeeld met zeer grote lippen. In latere albums werden deze niet meer getekend. Zijn zwarte kroeshaar is in de loop der albums steeds meer in de hoogte gaan groeien.
In de vroege albums liep Petoetje nog rond in zijn blote buik met enkel een strooien rokje aan. Madam Pheip begint hem in de albums erna te kleden en zo draagt hij een poosje een coltrui met een zwarte broek. In de latere verhalen draagt hij -net als Petatje- een vaste outfit: een zwarte broek met een rode coltrui met de letter "P" (van Petoetje) erop. Ook Petatje draagt een trui met een "P", maar de hare is blauw.

### Huisdieren
Petoetje heeft in Moea-Papoea (1950) een kangoeroe als huisdier, Sofie genaamd. Hij gebruikt haar buidel onder andere om zich er in te verstoppen. In Beo de Verschrikkelijke (1952) heeft hij een getemde bij, Florenske. In het verhaal Pol de Pijpegeest (1954-1955) heeft Petatje samen met Petoetje een gezelschapsdier, de hond Titus. De hond beschikt na het inslikken van een bijzondere pijp over de gave om wensen te vervullen.

## Debuut en verschijnen in de reeks
Petoetje wordt geïntroduceerd in Moea-Papoea (1950) als zoon van het Papoeastamhoofd Papa Papoea op het fictieve eiland Moea Papoea in de Stille Zuidzee. Zijn biologische moeder heet Mama Papoea. Petoetje wordt vervolgens geadopteerd door Meneer en Madam Pheip en in ruil creëert Nero's hoge hoed een dubbelganger voor Papa Papoea. Petoetje is de eerst belangrijke kinderfiguur in de Nero-reeks. Hij is in de strip ongeveer 10 jaar oud.
In het album Het Zevende Spuitje (1963) wordt Petoetje kannibaal doordat hij een verkeerd spuitje van Adhemar gekregen heeft en keert hij terug naar zijn familie in de Stille Zuidzee. Eenmaal op het eiland haalt hij zijn familie over om ook weer kannibaal te worden, iets wat ze eigenlijk sinds 1906 hadden afgezworen. Alhoewel Petoetje zijn familie meent te hebben teruggevonden zien we nergens in dit album een spoor van Papa Papoea. In De Daverende Pitteleer (1959) komt hij wel zijn tante Wawa tegen en in Kangoeroe-Eiland (1961) zijn neef.
Het duurt tot het album Papa Papoea (1980) voor Papa Papoea zijn zoon weer komt opeisen. Wat er met Petoetjes dubbelganger uit Moea Papoea gebeurd is wordt niet duidelijk gemaakt. Na een felle discussie mag Petoetje uiteindelijk in België blijven om zich verder voor te bereiden op zijn toekomstige rol als stamhoofd van Moea Papoea. In het album Doe de Petoe (1994), waarin Petoetje een popster wordt, verschijnt Papa Papoea weer om manager van zijn zoon te worden. Hij zal nog twee keer terugkeren, in De Prinses van Wataboeng (1995) en Kroonprins Petoetje (2002). In laatstgenoemd album keert Petoetje terug naar zijn vaderland om stamhoofd te worden omdat zijn vader aan overgewicht lijdt en niet meer uit bed kan komen.

## Trivia
- Petoetje heet volgens het album De Bronnen van Sing Song Li (1951) in strook 87 voluit Abdel Kader Petoetje, een verwijzing naar de Noord-Afrikaanse wielrenner Abdel-Kader Zaaf.
- Petoetje leest in De Zoon van Nero (1959) het fictieve boek Kolder door Gaston Durnez (strook 191). Durnez was journalist van wie sinds de jaren vijftig ook gedichten en proza werd uitgegeven, maar was ook een persoonlijke vriend van Marc Sleen. Het boek Kolder heeft echter nooit bestaan.[2]
- In Nerorock (1989) wordt Petoetje saxofonist van Nero's groep.
- In Doe de Petoe (1994) blijkt hij een buitengewoon danser die in een mum van tijd een wereldster wordt.
- Hij wordt in Allemaal Beestjes (1981) in een ezel veranderd. Hiermee lijkt hij sterk op de ezel van Sinterklaas zoals die vaak in de Nero-strips wordt opgevoerd.